# گمینا گیلوویتسه
گمینا گیلوویتسه (به لهستانی:  Gmina Gilowice) یک گمینا در لهستان است که در شهرستان ژویتس واقع شده‌است. گمینا گیلوویتسه ۲۸٫۱۵ کیلومتر مربع مساحت و ۵٬۶۶۷ نفر جمعیت دارد.